# 月あかりのタンゴ
「月あかりのタンゴ」（つきあかりのタンゴ）は、日本の男性歌手グループ・はやぶさの5枚目のシングル。2015年8月26日にJVCケンウッド・ビクターエンタテインメントから発売された。

## 概要
初回限定盤と通常盤の2タイプを発売。初回限定盤のみ「夢と歩こう」収録。

## 収録曲

### 初回限定盤
出典→　
1. 月あかりのタンゴ　[3:31]
作詩：仁井谷俊也／作曲：鶴岡雅義／編曲：伊戸のりお
2. 素敵なあなた　[4:48]
作詞：仁井谷俊也／作曲：鶴岡雅義／編曲：伊戸のりお
3. 夢と歩こう　[4:39]
作詩：かず翼／作曲：杜奏太朗／編曲：工藤恭彦
4. 月あかりのタンゴ(オリジナル・カラオケ)　[3:31]
5. 素敵なあなた(オリジナル・カラオケ)　[4:48]
6. 夢と歩こう(オリジナル・カラオケ)　[4:39]
7. 月あかりのタンゴ(メロ入りカラオケ)　[3:31]
8. 素敵なあなた(メロ入りカラオケ)　[4:48]
9. 月あかりのタンゴ(女声用カラオケ)　[3:28]

### 通常盤
出典→
1. 月あかりのタンゴ　[3:31]
作詞：仁井谷俊也／作曲：鶴岡雅義／編曲：伊戸のりお
2. 素敵なあなた　[4:48]
作詞：仁井谷俊也／作曲：鶴岡雅義／編曲：伊戸のりお
3. 月あかりのタンゴ(オリジナル・カラオケ)　[3:31]
4. 素敵なあなた(オリジナル・カラオケ)　[4:48]
5. 月あかりのタンゴ(メロ入りカラオケ)　[3:31]
6. 素敵なあなた(メロ入りカラオケ)　[4:48]
7. 月あかりのタンゴ(女声用カラオケ)　[3:28]